# 巴氏岩頭長頜魚
巴氏岩頭長頜魚為輻鰭魚綱骨舌魚目象鼻魚科的其中一種，分布於非洲剛果河流域，體長可達11公分。